# GJA10
GJA10‏ (Gap junction protein alpha 10) هوَ بروتين يُشَفر بواسطة جين GJA10 في الإنسان.